# Lithospermum hirsutum
Lithospermum hirsutum är en strävbladig växtart som beskrevs av Ernst Meyer och Dc. Lithospermum hirsutum ingår i släktet stenfrön, och familjen strävbladiga växter. Inga underarter finns listade i Catalogue of Life.